# Tomasz Wawrzecki
Tomasz Antoni Wawrzecki herbu Rola (ur. 7 marca 1759 roku w Mejsztach, zm. 5 sierpnia 1816 roku w Mejsztach, pochowany w Widzach) – minister prezydujący w Komisji Rządowej Sprawiedliwości Królestwa Polskiego w latach 1815-1816, generał lejtnant wojsk litewskich i generał ziemiański, członek Rady Narodowej Litewskiej w 1794 roku, chorąży wielki litewski w 1791 roku, podkomorzy kowieński w 1784 roku, w insurekcji 1794 roku generał, a po pojmaniu Kościuszki od 10 października do 16 listopada 1794 Najwyższy Naczelnik Siły Zbrojnej Narodowej.

## Życiorys
Urodził się jako syn Aleksandra Tadeusza Wawrzeckiego, urzędnika i polityka, oraz Barbary Tyzenhauz. Wawrzecki, z nominacji Stanisława Augusta chorąży wielki litewski, był zwolennikiem reform, aktywnym posłem Sejmu Czteroletniego z powiatu brasławskiego w 1788 roku. We wrześniu 1789 roku wszedł w skład Deputacji do Formy Rządu, powołanej przez Sejm Czteroletni dla określenia ustroju Rzeczypospolitej. Komisarz Komisji Porządkowej Cywilno-Wojskowej województwa trockiego powiatu kowieńskiego w 1790 roku. 2 maja 1791 roku podpisał asekurację, w której zobowiązał się do popierania projektu Ustawy Rządowej. Był członkiem Zgromadzenia Przyjaciół Konstytucji Rządowej i uczestnikiem wojny polsko-rosyjskiej 1792. Podczas powstania kościuszkowskiego był fundatorem walki zbrojnej, organizatorem i dowódcą na Żmudzi i w Kurlandii, radcą i pełnomocnikiem Rady Najwyższej Narodowej, od 16 października generałem lejtnantem. Po klęsce bitwy pod Maciejowicami i pojmaniu Kościuszki został naczelnikiem insurekcji decyzją (za poręczeniem Kołłątaja) Rady Najwyższej Narodowej z 12 października. Wraz z Zajączkiem kierował działaniami wojskowymi w późniejszej fazie powstania. Po ostatnich próbach oporu w Warszawie, rzezi Pragi i kapitulacji wycofał się z pozostałym wojskiem pod Radoszyce, gdzie 16 listopada ostatnie oddziały powstańcze uległy rozproszeniu.
W niewoli rosyjskiej do 1796, kiedy wraz z Kościuszką i innymi został zwolniony przez cara Pawła I i wrócił na Litwę. W następnych latach wykazywał sympatie prorosyjskie, za Księstwa Warszawskiego zwerbowany do współpracy przez cara Aleksandra I, wszedł w 1813 do Rady Najwyższej Tymczasowej Księstwa Warszawskiego. Był członkiem Rządu Tymczasowego Królestwa Polskiego w 1815 roku W Królestwie Polskim był ministrem sprawiedliwości, senator-wojewoda Królestwa Polskiego w 1815 roku.
W 1786 roku został kawalerem Orderu Świętego Stanisława. W 1791 roku odznaczony Orderem Orła Białego. W czasie powstania kościuszkowskiego nagrodzony złotą obrączką Ojczyzna Obrońcy Swemu nr 46.
Pochowany w małym miasteczku Widze (obecnie na Białorusi).

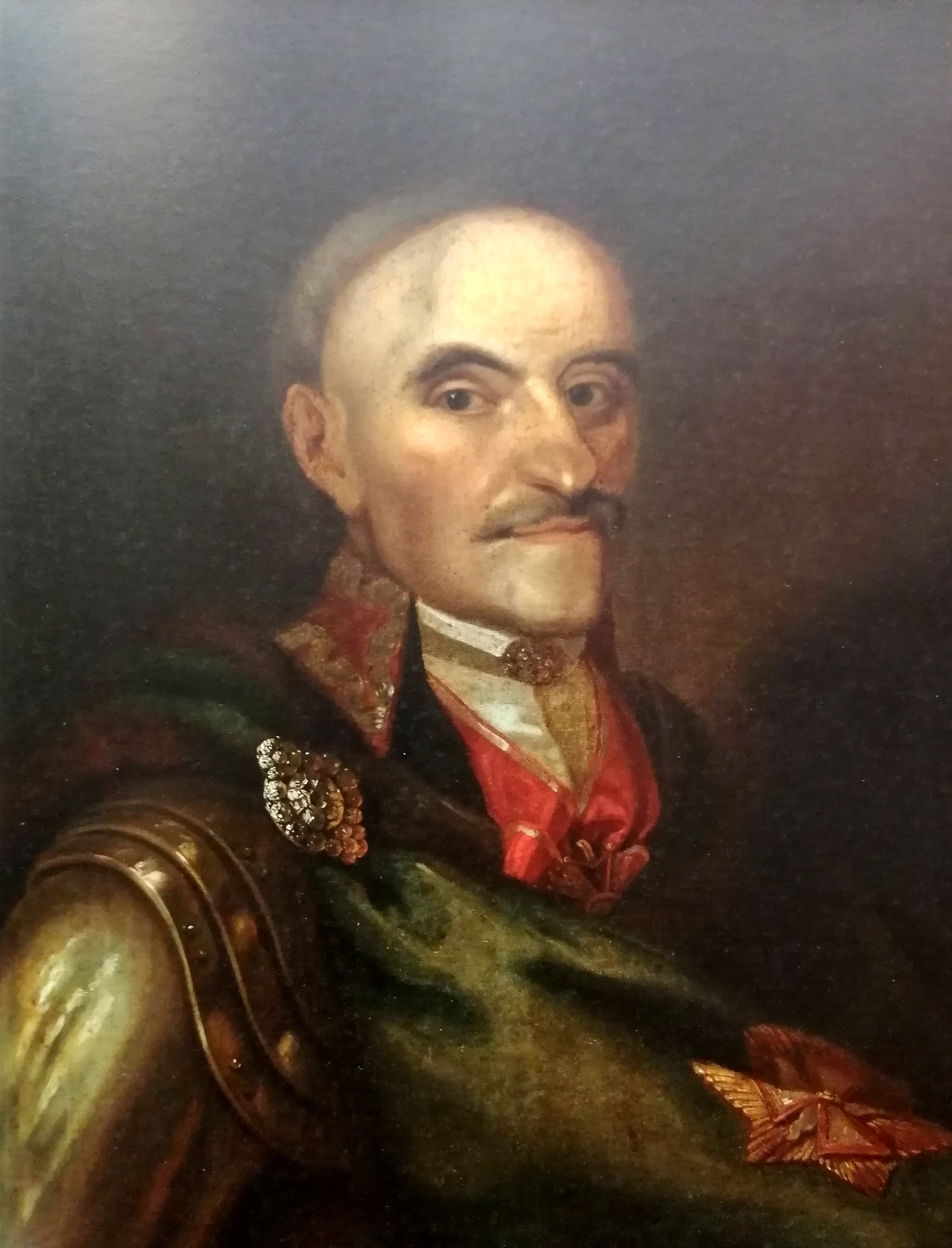
Portret z ok. 1794, Muzeum Śląskie w Katowicach
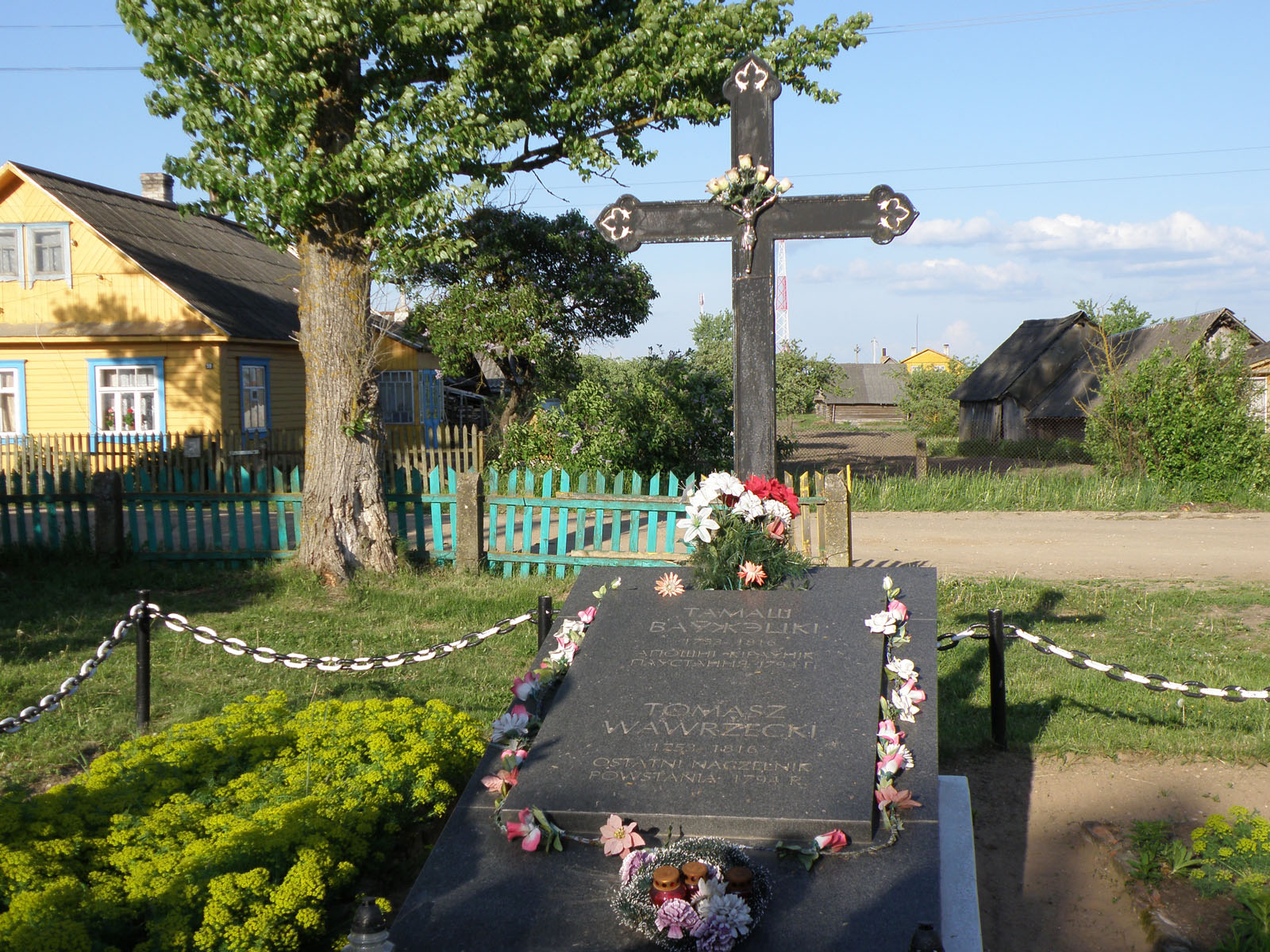
Grób Tomasza Wawrzeckiego, Widze na Białorusi
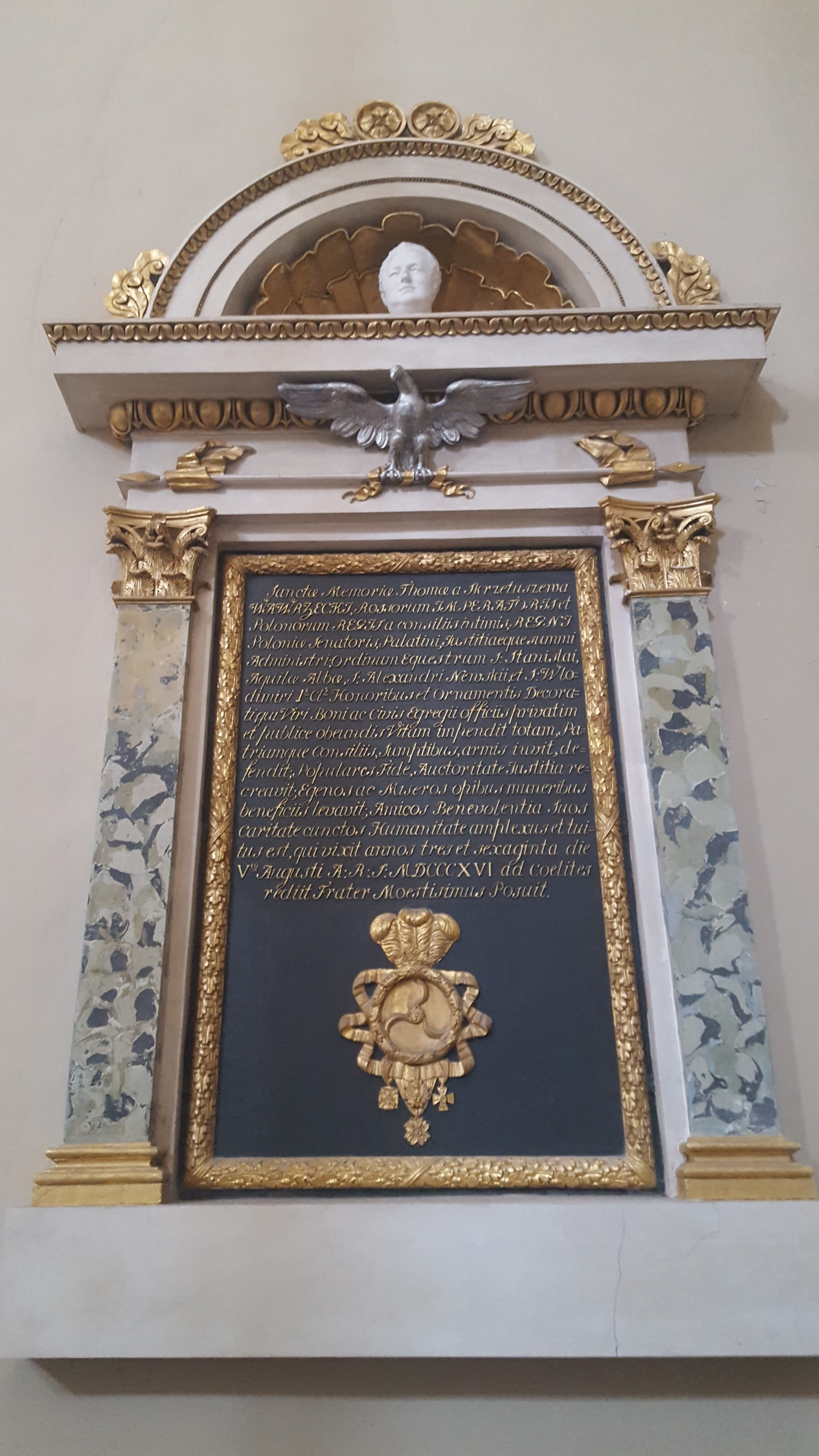
Tablica w katedrze wileńskiej